# 후아나 라 벨트라네하

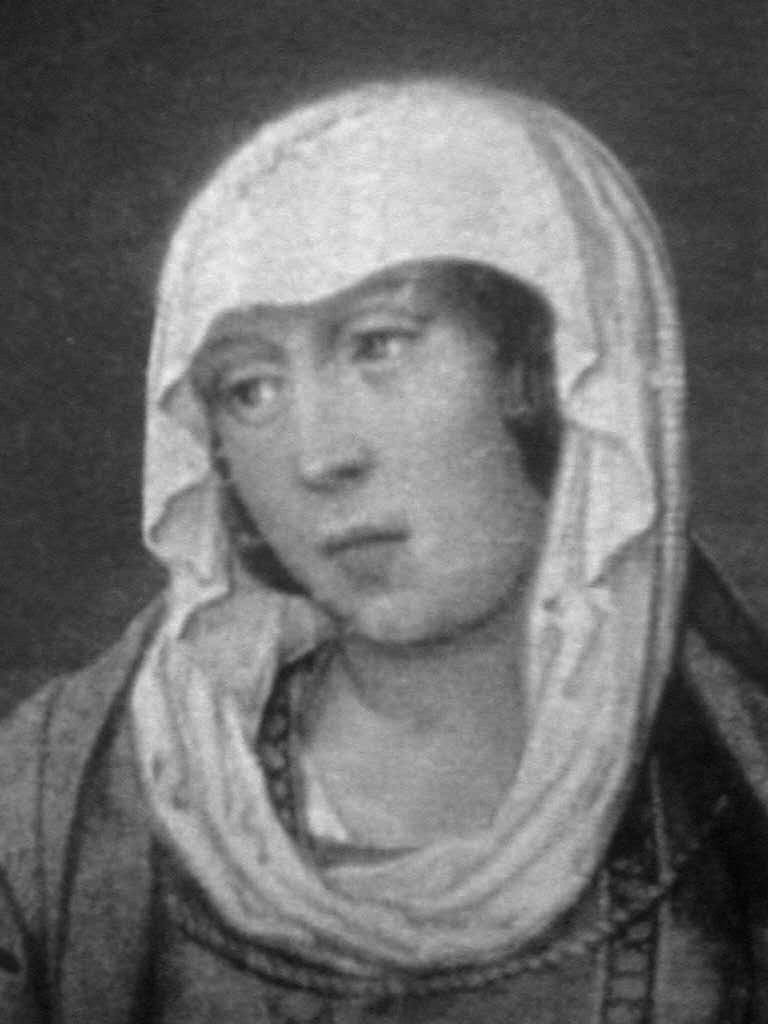
후아나 라 벨트라네하

후아나 라 벨트라네하(Juana La Beltraneja, 1462년~1530년)는 카스티야 왕국 엔리케 4세와 그의 두 번째 아내 후아나 데 포르투갈 사이에서 태어난 외동딸이다. 정식 이름은 후아나 데 카스티야(Juana de Castilla)지만 일반적으로는 후아나 라 벨트라네하로 불린다.

## 생애
'라 벨트라네하'는 벨트란의 아이라는 뜻으로, 그녀의 생부가 엔리케 4세가 아닌 카스티야의 귀족 벨트란 데 쿠에바 남작이라는 소문이 돌면서 그녀는 이 이름으로 불리게 되었다. 엔리케 4세는 이혼한 전처와의 사이에서 아이가 없었고, 두 번째 아내 후아나도 좀처럼 임신을 하지 못했기 때문에 사람들은 그가 불임이라고 여겼고, 그 와중에 후아나가 태어나자 소문은 걷잡을 수 없이 퍼져나갔다.
결국 엔리케 4세는 후아나 왕비와도 이혼했지만 딸 후아나에 대해서는 자신의 후계자로 지명해 그녀에게 카스티야 왕국을 물려주려 했다. 그러나 많은 귀족들이 왕의 친딸인지 아닌지 불분명한 후아나를 여왕으로 모실 수 없다며 반발했으며 엔리케 4세의 이복동생 알폰소 왕자를 국왕으로 추대한후 반란을 일으켰다. 내전은 1467년 알폰소 왕자가 갑자기 죽은후 토로스 데 귀산도 협약을 맺고 종결되었다.

## 카스티야 왕위 계승전
1474년 엔리케 4세가 죽자 후아나와 이사벨 간에 왕위계승 분쟁이 발생하였다. 후아나는 외삼촌 아폰수 5세에게 도움을 요청하였고 포르투갈의 아폰수 5세(1432~1481)는 서른 살 가까이 차이나는 후아나와 결혼하고 1475년 5월 카스티야를 침공했다. 이로써 카스티야 왕위계승전이 벌어졌다. 1476년 3월, 토로 전투에서 아폰수 5세가 패배하였으나 포르투갈의 주앙 왕자가 지원군을 이끌고 와서 양쪽은 다시 대치하였고 지리한 공방전이 지속되었다. 육상과 더불어 해상에서 벌어진 전투에서는 포르투갈에게 유리하게 진행되었다. 전쟁이 3년간 지속되자 포르투갈과 카스티야는 종전을 위해 알카소바스 조약을 맺었다.
1479년에 체결된 알카소바스 조약에 따라 후아나는 이사벨의 아들 후안과 결혼하든가 수도원에 들어가든가 둘 중 하나를 선택해야 했다. 교황 식스토 4세로부터도 아폰수 5세와 후아나의 결혼은 근친혼이기 때문에 무효라는 결정이 내려진 상태였다. 남편과 왕위계승권을 잃은 후아나는 코임브라의 수도원에 들어갔고 이후 리스본의 상조르즈성에서 머물렀다. 그녀는 죽는 날까지 자신이 쓴 편지에 여왕을 뜻하는 La Reina라는 서명을 했다고 한다.